# Ван Хань
Ван Хань (кит. упр. 王涵, пиньинь Wáng Hàn, род. 24 января 1991 года) — китайская прыгунья в воду, олимпийская чемпионка 2020 года, двукратная чемпионка мира.

## Биография
Ван Хань родилась в 1991 году в Баодине провинции Хэбэй. В 2008 году вошла в национальную сборную.
В 2009 году Ван Хань в паре с Го Цзинцзин стала чемпионкой КНР в синхронных прыжках с 3-метрового трамплина, и завоевала бронзовую медаль чемпионата мира в прыжках с 1-метрового трамплина. В 2010 году в паре с Ши Тинмао стала чемпионкой Азиатских игр в синхронных прыжках с 3-метрового трамплина. На чемпионате мира 2011 года завоевала серебряную медаль в прыжках с 1-метрового трамплина, на чемпионате мира 2013 года стала обладателем бронзовой медали в этой же номинации. В 2015 выиграла золотую медаль в смешанных синхронных прыжках с трёхметрового трамплина. В 2017 году на чемпионате мира выиграла серебряную медаль в прыжках с 3-метрового трамплина.